# Liste der Baudenkmale in Worpswede
In der Liste der Baudenkmale in Worpswede sind die Baudenkmale der niedersächsischen Gemeinde Worpswede und ihrer Ortsteile aufgelistet. Der Stand der Liste ist der 25. Dezember 2022. Die Quelle der Baudenkmale ist der Denkmalatlas Niedersachsen.

## Allgemein
In den Spalten befinden sich folgende Informationen:
- Lage: die Adresse des Baudenkmales und die geographischen Koordinaten. Kartenansicht, um Koordinaten zu setzen. In der Kartenansicht sind Baudenkmale ohne Koordinaten mit einem roten Marker dargestellt und können in der Karte gesetzt werden. Baudenkmale ohne Bild sind mit einem blauen Marker gekennzeichnet, Baudenkmale mit Bild mit einem grünen Marker.
- Bezeichnung: Bezeichnung des Baudenkmales
- Beschreibung: die Beschreibung des Baudenkmales. Unter § 3 Abs. 2 NDSchG werden Einzeldenkmale und unter § 3 Abs. 3 NDSchG Gruppen baulicher Anlagen und deren Bestandteile ausgewiesen.
- ID: die Objekt-ID des Baudenkmales
- Bild: ein Bild des Baudenkmales, ggf. zusätzlich mit einem Link zu weiteren Fotos des Baudenkmals im Medienarchiv Wikimedia Commons. Wenn man auf das Kamerasymbol klickt, können Fotos zu Baudenkmalen aus dieser Liste hochgeladen werden:

## Worpswede

### Gruppe: An der Mühle 3
Die Gruppe hat die ID 25077483.

| Lage                                       | Bezeichnung               | Beschreibung | ID       | Bild           |
| ------------------------------------------ | ------------------------- | --- | -------- | -------------- |
| An der Mühle 53° 13′ 21″ N, 8° 54′ 18″ O   | Mühle                     | Mühle von 1838, hölzerne Brüstung wie bei Galerieholländern, massiver eingeschossiger Unterbau, hölzerner Achtkant und Kappe mit Schieferdeckung, Windwerk mit Jalousieflügeln in Stahl (Pottruten), mit Windrose | 25083534 | Weitere Bilder |
| An der Mühle 3 53° 13′ 19″ N, 8° 54′ 18″ O | Wohn-/ Wirtschaftsgebäude | Hofanlage An der Mühle 3, Zweiständer-Hallenhaus in Backstein von 1845, Mauerwerk weiß gestrichen, mit Satteldach in Reetdeckung                                                                                  | 25079782 | BW             |
| An der Mühle 3 53° 13′ 18″ N, 8° 54′ 17″ O | Scheune                   | Hofanlage An der Mühle 3, Fachwerkbau von um 1850 mit Walmdach in Reetdeckung und mit Querdurchfahrt | 25083788 | BW             |

### Gruppe:BarkenhoffWorpswede
Die Gruppe hat die ID 38364176. Gesamtanlage des so genannten „Barkenhoffs“ von Heinrich Vogeler, bestehend aus Wohnhaus, Nebengebäuden und Außenanlagen mit rückwärtigem Wald. Angelegt zwischen 1895 und 1908.

| Lage                                              | Bezeichnung  | Beschreibung | ID       | Bild           |
| ------------------------------------------------- | ------------ | --- | -------- | -------------- |
| Ostendorfer Straße 10 53° 12′ 57″ N, 8° 55′ 55″ O | Wohnhaus     | Barkenhoff, straßenseitig vorgesetzter zweigeschossiger Kopfbau in Fachwerk, unter ziegelgedecktem Mansarddach, mit markantem traufseitigem geschweiftem Giebel, dieser verputzt, davor eine schwungene Treppenanlage. 1908 Aufstockung des ehemaligen Anbaus, Bau eines turmartigen, oktogonalen Ateliers an der Westseite. | 25078997 | Weitere Bilder |
| Ostendorfer Straße 10 53° 13′ 3″ N, 8° 55′ 56″ O  | Garten       | Am östlichen Hang des Weyerberges von 1895 bis 1908 durch Heinrich Vogeler und seine Frau Martha angelegter Garten, der zusammen mit dem Landhaus prägender Teil ist. Von der östlich vorgelagerten Terrasse eine geschwungenen Freitreppe zum Schmuckgarten, dessen von Blumenrondells begleitete Hauptachse an einem von Hecken umschlossenen Hügel mit einer erhöhten Laube endet. Nördlich schließt sich ein in die Hanglage eingebetteter, landschaftlich gestalteter Park mit zwei Teichen an. Nach dem Ersten Weltkrieg überformt als Nutzgarten erheblich erweitert. Ab 1975 erfolgte schrittweise in Teilen eine Wiederherstellung. | 43753281 |                |
| Ostendorfer Straße 10 53° 12′ 56″ N, 8° 55′ 54″ O | Nebengebäude | Zweigeteilter Bau mit einem massiven Südflügel unter ziegelgedecktem Mansarddach und einem Westflügel in Fachwerk unter ziegelgedecktem Satteldach. Remise und Stall, um 1900 von Heinrich Vogeler umgebaut. | 38364208 |                |

### Gruppe: Bauernreihe 6
Die Gruppe hat die ID 25077504. Hofanlage bestehend aus Hallenhaus, Schweinestall und Scheune. Alter Baumbestand erhalten.

| Lage                                      | Bezeichnung               | Beschreibung | ID       | Bild |
| ----------------------------------------- | ------------------------- | --- | -------- | ---- |
| Bauernreihe 6 53° 13′ 22″ N, 8° 55′ 9″ O  | Wohn-/ Wirtschaftsgebäude | Hofanlage Bauernreihe 6, Backsteinbau von 1900 in Form eines Vierständer-Hallenhauses, mit Satteldach, Wirtschaftsgiebel mit aufwändiger Backsteinziersetzung | 25083878 | BW   |
| Bauernreihe 6 53° 13′ 21″ N, 8° 55′ 10″ O | Scheune                   | Hofanlage Bauernreihe 6, Backsteinbau von um 1900 mit ziegelgedecktem Satteldach                                                                              | 25081354 | BW   |
| Bauernreihe 6 53° 13′ 22″ N, 8° 55′ 8″ O  | Stall                     | Backsteinbau von um 1900 mit Satteldach, firstparallel zum Haupthaus                                                                                          | 25081370 | BW   |

### Gruppe: Bergedorfer Straße 1
Die Gruppe hat die ID 25077676. Hofanlage mit Gebäudebestand des 19. Jh.: Wohn-/Wirtschaftsgebäude und zwei Scheunen um einen Hof gruppiert.

| Lage                                           | Bezeichnung               | Beschreibung | ID       | Bild |
| ---------------------------------------------- | ------------------------- | --- | -------- | ---- |
| Bergedorfer Straße 1 53° 14′ 1″ N, 8° 57′ 2″ O | Wohn-/ Wirtschaftsgebäude | Hofanlage Bergedorfer Straße 1, Zweiständer-Hallenhausaus der Mitte des 19. Jahrhunderts in Fachwerk mit Satteldach und Krüppelwalm am Wohngiebel, Wirtschaftsgiebel um 1900 massiv in Backstein ersetzt, Innengerüst vollständig erhalten | 25078720 | BW   |
| Bergedorfer Straße 1 53° 14′ 1″ N, 8° 57′ 0″ O | Scheune                   | Fachwerkbau vn um 1850, teilweise verbohlt; mit Walmdach Jh. | 25081919 | BW   |
| Bergedorfer Straße 1 53° 14′ 0″ N, 8° 57′ 0″ O | Scheune                   | Fachwerkbau vom Ende 19. Jh., an der Westseite verbohlt. mit Satteldach. Errichtet | 25081414 | BW   |

### Gruppe: Bernhard Hoetger-Ensemble
Die Gruppe hat die ID 25077520. Drei miteinander durch niedrige Zwischentrakte verbundene Backsteinbauten mit Fachwerk in freier, unregelmäßiger Grundrissform; radial angeordnete Giebelhäuser mit reichen abstrakten Backsteinreliefs. Erbaut als Ensemble durch Architekt Bernhard Hoetgers 1925–27 (Café Worpswede, Logierhaus, Große Kunstschau) innerhalb einer baumbestandenen Außenanlage, ergänzt um das Roselius-Museum von 1971.

| Lage                                          | Bezeichnung            | Beschreibung | ID       | Bild           |
| --------------------------------------------- | ---------------------- | --- | -------- | -------------- |
| Lindenallee 1 53° 13′ 13″ N, 8° 55′ 42″ O     | Kaffee Worpswede       | Durch Bernhard Hoetger 1925 im Stil des Expressionismus errichtet; Unregelmäßiger Grundriss als doppeltes Giebelhaus in Backstein und Fachwerk, differenzierte Satteldächern, 1959 rigoros vereinfacht, 1983/84 in Teilen rekonstruiert, Sanierung seit um 2002 und von 2019 bis 2025 | 25078559 | Weitere Bilder |
| Lindenallee 1 - 5 53° 13′ 12″ N, 8° 55′ 39″ O | Außenanlage            | Gärtnerisch gestaltete Außenanlage mit hainartigem Kiefernbestand, terrassierte Freiflächengestaltung im Umfeld der Gebäude; ursprüngliche Anlage initiiert von Bernhard Hoetger, mehrfach überformt im Zusammenhang mit dem Bau des Logierhauses und des Roselius-Museums.           | 36928957 |                |
| Lindenallee 5/5A 53° 13′ 11″ N, 8° 55′ 40″ O  | Ludwig-Roselius-Museum | Backsteinbau mit Flachdächern von 1971 als Museumsbau zur Ergänzung der Großen Kunstschau durch den Bremer Architekten Gerhard Müller-Menckens. | 25078611 |                |
| Lindenallee 3 53° 13′ 11″ N, 8° 55′ 41″ O     | Kunstschau             | Große Kunstschau Worpswede, stark gegliederter Backsteinbau von 1927 mit abstraktem Dekor auf unregelmäßigem Grundriss unter verschiedenen Dachformen; Architekt: Bernhard Hoetger | 25078577 |                |
| Lindenallee 3 53° 13′ 11″ N, 8° 55′ 43″ O     | Gästehaus              | Eingeschossiger Flachdachbau in Backsteinbauweise von 1926 über leicht geschwungenem Grundriss.; Architekt: Bernhard Hoetger | 25078594 | BW             |

### Gruppe: Brunnenhof
Die Gruppe hat die ID 36929834. Von der Ostendorfer Straße bis zum Bergedorfer Schiffgraben reichende Parzelle mit dem ersten Wohnhaus von Bernhard Hoetger in Worpswede (Brunnenhof) und dem angelegten Garten (heute „Diedrichshof“).

| Lage                                            | Bezeichnung | Beschreibung | ID       | Bild |
| ----------------------------------------------- | ----------- | --- | -------- | ---- |
| Ostendorfer Straße 27 53° 13′ 2″ N, 8° 56′ 6″ O | Wohnhaus    | Landhaus Brunnenhof, Backsteinbau mit Walmdach in Ziegeldeckung, ein älteres Bauernhaus wurde 1914 von Hoetger zu einem Landhaus erweitert, Wiederaufbau 1924 nach einem Brand | 25083021 | BW   |
| Ostendorfer Straße 27 53° 13′ 0″ N, 8° 56′ 8″ O | Garten      | Garten von 1915 bis 1921 auf langer Kolonistenparzelle nach Plänen Hoetgers als Zier- und Nutzgärten mit Skulpturen                                                            | 36929412 | BW   |

### Gruppe: Brünjeshof
Die Gruppe hat die ID 25077527. Der so genannten „Brünjeshof“ besteht aus dem ehemaligen Wohn-/ Wirtschaftsgebäude von 1852, in das um 1900 ein Atelier eingebaut wurde, und einem Nebengebäude von 1918, das ebenfalls als Atelier diente sowie dem umgebenden Garten.

| Lage                                             | Bezeichnung               | Beschreibung | ID       | Bild |
| ------------------------------------------------ | ------------------------- | --- | -------- | ---- |
| Ostendorfer Straße 25 53° 13′ 4″ N, 8° 56′ 3″ O  | Wohn-/ Wirtschaftsgebäude | Hofanlage Ostendorfer Straße 25, Zweiständer-Hallenhaus von 1852 in Fachwerk mit Krüppelwalmdach in Reetdeckung, seit 1889 im Eigentum der Familie Brünjes, zeizweise Atelier von Paula Becker, Clara Rilke, ab 1911 Carl Emil Uphoff, 1913 im Eigentum der Familie Uphoff, nach einem Brandschaden Wiederaufbau 1947–51 | 25083945 | BW   |
| Ostendorfer Straße 25 53° 13′ 3″ N, 8° 56′ 5″ O  | Garten                    | Langgestreckte Parzelle des Brünjeshofes ab 1913 nach Plänen von Carl Emil Uphoff gestalteter Künstlergarten mit Zier- und Nutzgarten sowie Rasen Heckennischenmit Skulpturen, Küchen-, Obst- und Blumengarten, Urnenstätte und Wiesenstück                                                                              | 25077990 | BW   |
| Ostendorfer Straße 25a 53° 13′ 3″ N, 8° 56′ 4″ O | Atelier                   | Nördliche Haushälfte eines Backsteingebäudes mit Walmdach. Errichtet 1918 als Atelier, Waschküche und Schweinestall, Umbau zum Wohnhaus 1930. | 36929184 | BW   |

### Gruppe: Im Schluh 35–37
Die Gruppe „Im Schluh 35-37“ hat die ID 25077513. Zwischen 1920 und 1938 zusammengesetzte Gruppe aus translozierten Bauten des 19. Jahrhunderts.

| Lage                                      | Bezeichnung               | Beschreibung | ID       | Bild           |
| ----------------------------------------- | ------------------------- | --- | -------- | -------------- |
| Im Schluh 35 53° 13′ 26″ N, 8° 56′ 1″ O   | Wohn-/ Wirtschaftsgebäude | Haus im Schluh, Webhaus, Zweiständer-Hallenhaus von 1850 in Fachwerk mit Satteldach in Reetdeckung, transloziert 1920                  | 25089766 | Weitere Bilder |
| Im Schluh 37a 53° 13′ 26″ N, 8° 55′ 59″ O | Nebenhaus                 | Stallgebäude von um 1880, heute Haus Tulipan (Gästehaus), Backsteinbau mit Walmdach in Reetdeckung                                     | 25081461 |                |
| Im Schluh 37 53° 13′ 25″ N, 8° 55′ 59″ O  | Wohn-/ Wirtschaftsgebäude | Fachwerkhaus von um 1800, in Zweiständerkonstruktion mit Backsteinausfachung,mit Krüppelwalmdach in Reetdeckung, transloziert 1937/38. | 25082428 |                |

### Gruppe: Künstlerhaus Käseglocke
Die Gruppe hat die ID 25077031. Wohnhaus (Käseglocke) mit Nebengebäude. Die Hausstelle wird umfriedet von mehreren gestalteten Backsteinmauern.

| Lage                                      | Bezeichnung  | Beschreibung | ID       | Bild |
| ----------------------------------------- | ------------ | --- | -------- | ---- |
| Lindenallee 13 53° 13′ 7″ N, 8° 55′ 47″ O | Wohnhaus     | Worpsweder Käseglocke, annähernd halbkugelförmiger, mit Dachpappe verkleideter Holzbau. Um einen mittleren Kamin gruppieren sich in zwei Stockwerken die völlig unregelmäßigen Räume. Insgesamt entsteht eine Glockenform. Errichtet 1925/26 durch den Künstler und Worpsweder Gästeführer Edwin Koenemann als eigenes Wohnhaus. | 25078628 |      |
| Lindenallee 13 53° 13′ 8″ N, 8° 55′ 46″ O | Nebengebäude | Jüngeres Nebengebäude der „Käseglocke“ in Form eines Nurdachhauses. Errichtet 1940 für unterschiedliche Nutzungen als Stall, Backhaus und Werkstatt durch den Künstler Edwin Koenemann. | 25082666 | BW   |

### Gruppe: Nordweder Straße 19
Die Gruppe hat die ID 25077598. Hofanlage mit Baubestand des 19. Jh.

| Lage                                            | Bezeichnung               | Beschreibung | ID       | Bild |
| ----------------------------------------------- | ------------------------- | --- | -------- | ---- |
| Nordweder Straße 19 53° 12′ 16″ N, 8° 53′ 58″ O | Wohn-/ Wirtschaftsgebäude | Hofanlage Nordweder Straße 19, Zweiständer-Hallenhaus von 1825 in Fachwerk mit Krüppelwalmdach in Reetdeckung, renoviert 1889 und 1923, Wohngiebel massiv erneuert | 25080463 | BW   |
| Nordweder Straße 19 53° 12′ 17″ N, 8° 53′ 59″ O | Scheune                   | Fachwerkbau 1825 mit Quereinfahrt, mit Satteldach in Ziegeldeckung                                                                                                 | 25080480 | BW   |
| Nordweder Straße 19 53° 12′ 17″ N, 8° 54′ 0″ O  | Stall                     | Stall von 1889 | 25083382 | BW   |

### Gruppe: Wörpedahler Straße 2
Die Gruppe hat die ID 25077655. Hofanlage aus drei firstparallel zueinander errichteten Gebäuden des 19. Jahrhunderts.

| Lage                                             | Bezeichnung               | Beschreibung | ID       | Bild |
| ------------------------------------------------ | ------------------------- | --- | -------- | ---- |
| Wörpedahler Straße 2 53° 12′ 49″ N, 8° 53′ 58″ O | Wohn-/ Wirtschaftsgebäude | Hofanlage Wörpedahler Straße 2, Zweiständer-Hallenhaus von 1846 in Fachwerk mit Krüppelwalmdach in Reetdeckung, Wohngiebel massiv erneuert | 25084571 | BW   |
| Wörpedahler Straße 2 53° 12′ 49″ N, 8° 53′ 58″ O | Scheune                   | Langgestreckter Gefügebau von um 1850, teils verbohlt, teils mit Backsteinausfachung und Walmdach.                                         | 25078893 | BW   |
| Wörpedahler Straße 2 53° 12′ 49″ N, 8° 54′ 0″ O  | Scheune                   | Backsteinbau mit Satteldach von um 1900 | 25081184 | BW   |

### Gruppe: Wörpedahler Straße 4
Die Gruppe hat die ID 25077662. Hofanlage aus einem Wohn-/Wirtschaftsgebäude von 1877 und einer etwa zeitgleich und firstparallel errichteten Scheune.

| Lage                                                       | Bezeichnung               | Beschreibung                                                                                                   | ID       | Bild |
| ---------------------------------------------------------- | ------------------------- | --- | -------- | ---- |
| Hofanlage Wörpedahler Straße 4 53° 12′ 46″ N, 8° 53′ 59″ O | Wohn-/ Wirtschaftsgebäude | Hofanlage Wörpedahler Straße 4, Zweiständer-Hallenhaus von 1877 in Fachwerk mit Krüppelwalmdach in Reetdeckung | 25080446 | BW   |
| Hofanlage Wörpedahler Straße 4 53° 12′ 47″ N, 8° 53′ 59″ O | Scheune                   | Verbohlter Gefügebau von um 1890 mit Walmdach in Reetdeckung                                                   | 25081905 | BW   |

### Gruppe: Worpheimer Straße 15
Die Gruppe hat die ID 25077676. Hofanlage aus Wohn-/ Wirtschaftsgebäude und firstparallel dazu stehender Scheune, beide 1851. Ehemals Nr. 156.

| Lage                                             | Bezeichnung               | Beschreibung | ID       | Bild |
| ------------------------------------------------ | ------------------------- | --- | -------- | ---- |
| Worpheimer Straße 15 53° 11′ 45″ N, 8° 53′ 56″ O | Wohn-/ Wirtschaftsgebäude | Hofanlage Worpheimer Straße 15, Zweiständer-Hallenhaus von 1851 in Fachwerk mit Krüppelwalmdach in Reetdeckung  | 25081168 | BW   |
| Worpheimer Straße 15 53° 11′ 46″ N, 8° 53′ 55″ O | Scheune                   | Langgestreckter Fachwerkbau von 1851, teils mit Backsteinausfachung, teils verbohlt mit Walmdach in Reetdeckung | 25081681 | BW   |

### Gruppe: Zionskirche und Friedhof
Die Gruppe hat die ID 25077476. Zionskirche von 1759 mit umgebendem, zeitgleich angelegtem Friedhof. Nördlich davon das 1842 errichtete Pfarrhaus.

| Lage                                        | Bezeichnung | Beschreibung | ID       | Bild           |
| ------------------------------------------- | ----------- | --- | -------- | -------------- |
| An der Kirche 3 53° 13′ 14″ N, 8° 55′ 21″ O | Kirche      | Zionskirche Worpswede, Saalbau von 1759 in Backstein mit ziegelgedecktem Satteldach und Walm am Chor, nördlicher Turm von 1798 in Backstein mit Glockendach in Schieferdeckung anstelle eines hölzernen Glockenturms; Architekt: Oberhofbaumeisters Johann Paul Heumann, erbaut durch Jürgen Christian Findorff: Inneres: bauzeitlicher Kanzelaltar und umlaufende Emporen, ehemals flache Decke 1898 im mittleren Bereich durch Tonnengewölbe ersetzt, Ausstattung: 1900 ergänzt durch Cherubimköpfe der Bildhauerin Clara Westhoff und florale Ornamentmalerei von Paula Becker | 25081635 | Weitere Bilder |
| An der Kirche 3 53° 13′ 14″ N, 8° 55′ 20″ O | Kirchhof    | Friedhof mit mehreren älteren Grabsteinen aus der ersten Hälfte des 18. Jh. sowie bedeutenden jüngeren Grabmalen, u.a. für Fritz Macksensen und Paul Modersohn-Becker, letzteres 1910 durch Bernhard Hoetger geschaffen. | 25082957 | Weitere Bilder |
| An der Kirche 1 53° 13′ 16″ N, 8° 55′ 21″ O | Pfarrhaus   | Pfarrhaus An der Kirche 1, eingeschossiger Backsteinbau von 1842 mit Krüppelwalmdach in Ziegeldeckung, Veranda von um 1900 | 25081270 |                |

### Einzelbaudenkmale
| Lage                                                       | Bezeichnung               | Beschreibung | ID       | Bild           |
| ---------------------------------------------------------- | ------------------------- | --- | -------- | -------------- |
| Am Bergedorfer Schiffgraben 16 53° 12′ 16″ N, 8° 55′ 57″ O | Wohn-/ Wirtschaftsgebäude | Wohn- und Wirtschaftsgebäude Am Bergedorfer Schiffgraben 16, Zweiständer-Hallenhaus von um 1850 in Fachwerk mit Krüppelwalmdach in Reetdeckung | 25081386 | BW             |
| An der Kirche 53° 13′ 16″ N, 8° 55′ 19″ O                  | Luther–Denkmal            | Auf mehrstufigem Postament aufgesetzter Obelisk. Errichtet 1883 zum Gedenken an den 400. Geburtstag von Martin Luther durch die Kirchengemeinde Worpswede. | 25081240 |                |
| An der Kirche 53° 13′ 17″ N, 8° 55′ 19″ O                  | Kriegerdenkmal            | Ritterfigur auf Sockel, Replik nach dem Georg von Donatello in Florenz, Or San Michele (um 1415/17). Errichtet zu Ehren der im Deutsch-Französischen Krieg 1870/71 Gefallenen, eingeweiht am Sedantag 1906.                                                                                       | 25081254 |                |
| An der Kirche 5 53° 13′ 15″ N, 8° 55′ 18″ O                | Schule                    | Alte Schule Worpswede, eingeschossiger Backsteinbau von 1895 mit Drempel und Satteldach in Ziegeldeckung sowie Eingangsrisalit mit Giebel, heute Kirchengemeindezentrum | 25082972 |                |
| Bahnhofstraße 13 53° 13′ 34″ N, 8° 54′ 59″ O               | Wohnhaus                  | Wohnhaus Bahnhofstraße 13, Backsteinbau von 1909 mit Mansarddach, mittigem Dachhaus in Fachwerk, offenem Eingangsvorbau; Architekt: Heinrich Vogeler | 25083802 | BW             |
| Bahnhofstraße 17 53° 13′ 35″ N, 8° 54′ 56″ O               | Empfangsgebäude           | Bahnhof Worpswede, eingeschossiger Massivbau von 1910 mit Mansarddach und Krüppelwalm in Falzziegeldeckung, Anbau für Güterabfertigung; Architekt: Heinrich Vogeler | 25083816 | Weitere Bilder |
| Bauernreihe 1 53° 13′ 20″ N, 8° 55′ 11″ O                  | Wohn-/ Wirtschaftsgebäude | Wohn- und Wirtschaftsgebäude Bauernreihe 1, Fachwerk-Hallenhaus von 1853 in Zweiständerkonstruktion mit Krüppelwalmdach in Reetdeckung, Wirtschaftsgiebel massiv in Backstein, zerstört durch Blitz 1997 und Wiederaufbau; heute genutzt als Rathaus Worpswede                                    | 25079798 | BW             |
| Bauernreihe 2 53° 13′ 21″ N, 8° 55′ 17″ O                  | Wohn-/ Wirtschaftsgebäude | Backsteinbau von um 1900 als Hallenhaus mit Satteldach und großem Dachhaus, Wirtschaftsgiebel mit Backsteinschmuck | 25083848 | BW             |
| Bauernreihe 3a 53° 13′ 19″ N, 8° 55′ 8″ O                  | Bötjersche Scheune        | Fachwerkbau von 1841 mit Backsteinausfachung, Walmdach und zwei Querdurchfahrten, heute Veranstaltungssaal | 25083864 |                |
| Bergedorfer Straße 23 53° 13′ 27″ N, 8° 57′ 3″ O           | Wohn-/ Wirtschaftsgebäude | Wohn- und Wirtschaftsgebäude Bergedorfer Straße 23, Zweiständer-Hallenhaus von um 1800 in Fachwerk mit Krüppelwalmdach in Reetdeckung, unter Verwendung älterer Hölzer | 25081429 | BW             |
| Bergstraße 9 53° 13′ 15″ N, 8° 55′ 44″ O                   | Wohnhaus                  | Wohnhaus Bergstraße 9, eingeschossiger Massivbau von 1910 mit Mansarddach, westlicher Atelierteil mit Satteldach, erbaut für den Maler Wilhelm Bartsch durch Heinrich Vogeler | 25083913 |                |
| Bergstraße 11 53° 13′ 15″ N, 8° 55′ 43″ O                  | Wohn-/ Geschäftshaus      | Wohn- und Geschäftshaus Bergstraße 11, eingeschossiger Massivbau von 1910 für die Künstlerinnen Sophie und Clara Wencke, mit verschiedene Dachforme; Architekt: Alfred Schulze | 25083927 |                |
| Bergstraße 13 53° 13′ 15″ N, 8° 55′ 34″ O                  | Philine-Vogeler-Haus      | Eingeschossiger Backsteinbau von 1928 mit Flachdach als Ausstellungsgebäude; Architekt: Bernhard Hoetger | 25084179 |                |
| Bergstraße 18 53° 13′ 17″ N, 8° 55′ 35″ O                  | Wohnhaus                  | Wohnhaus Bergstraße 18, zweigeschossiger Massivbau von 1905 mit Walmdach mit Kellergeschoss und mittigem Eingang, darüber ein Balkon und ein über die Traufe reichender Giebel, der in einem Rundbogen abschließt; Architekt: Heinrich Vogeler                                                    | 25084193 |                |
| Bergstraße 33 53° 13′ 15″ N, 8° 55′ 26″ O                  | Villa Monsees             | Zweigeschossiger, verputzter Massivbau von 1875 auf Sockel mit Walmdach in Pfannendeckung und symmetrische Fassadengliederung; heute Galerie | 25084207 |                |
| Hammeweg 2 53° 13′ 16″ N, 8° 54′ 39″ O                     | Jugendherberge            | Jugendherberge Worpswede, eingeschossiger Backsteinbauden aus den 1920er Jahren mit Krüppelwalmdach, symmetrischer Fassadenaufbau | 25084223 | BW             |
| Hammeweg 19 53° 13′ 37″ N, 8° 53′ 13″ O                    | Brücke                    | Brücke Hammeweg, Stahl-Zugbrücke über die Hamme in Höhe Neu Helgoland. Erbaut 1958. | 25084588 |                |
| Hinterm Berg 12 53° 12′ 36″ N, 8° 55′ 6″ O                 | Worpsweder Kunsthütte     | Holzständerbau mit flachem Walmdach. Errichtet 1921 von Bernhard Hoetger | 25079833 | BW             |
| Hinterm Berg 12a 53° 12′ 36″ N, 8° 55′ 7″ O                | Töpferei                  | Töpferei Hinterm Berg 12a, niedriger Fachwerkbau von 1921 mit Walmdach und Pyramidendach, erste Werkstatt der von Bernhard Hoetger gegründeten Kunsthütten | 25079815 | BW             |
| Hinterm Berg 14 53° 12′ 39″ N, 8° 55′ 3″ O                 | Haus Hoetger              | Eigenwillig gegliederter eingeschossiger Backsteinbau über unregelmäßigem Grundriss mit bewegten ziegelgedeckten Dächern; Erbaut 1921–22 durch den Künstler und Architekten Bernhard Hoetger | 25084240 |                |
| Im Rusch 8 53° 13′ 30″ N, 8° 55′ 11″ O                     | Wohn-/ Wirtschaftsgebäude | Wohn- und Wirtschaftsgebäude Im Rusch 8, giebelständiger Zweiständer-Hallenhaus von 1785 in Fachwerk mit Krüppelwalmdach in Reetdeckung, Wände teilweise massiv ersetzt, im Inneren bauzeitliche Grundrissstrukturen mit Diele, Kammerfach, Flettfach, Butze sowie auch das Maleratelier erhalten | 25081446 | BW             |
| Lindenallee 23 53° 13′ 3″ N, 8° 55′ 47″ O                  | Wohnhaus                  | Wohnhaus Lindenallee 23, eingeschossiger Massivbau von 1907 mit Satteldach in Reetdeckung. Südseite mit außermittigem Zwerchgiebel in Fachwerk; Architekt: Alfred Schulze; Anbau um 1925 | 25078645 | BW             |
| Straßentor 2 53° 13′ 17″ N, 8° 55′ 9″ O                    | Wohn-/ Wirtschaftsgebäude | Wohn- und Wirtschaftsgebäude Straßentor 2, langgestreckter Backsteinbau als Vierständerhallenhauses mit Satteldach in Reetdeckung. Innengerüst älter aus unterschiedlichen Bauphasen, ältester Bestand von 1525, 1904 Umbau des Wirtschaftsgiebels                                                | 25082607 |                |
| Walter-Bertelsmann-Weg 2 53° 13′ 24″ N, 8° 54′ 53″ O       | Werkstatt                 | Langgestreckte Halle von um 1935 mit zweischaligem Mauerwerk und Satteldach mit laternenartigem Aufbau in Holzkonstruktion mit Sprengwerk, mit Schienen ud Laufkräne | 37032654 | BW             |
| Weyerberg 53° 12′ 51″ N, 8° 55′ 11″ O                      | Niedersachsenstein        | 18 Meter hohes Backsteinmonument in stilisierter Form eines Adlers von 1921/22 als Ehrenmal durch Bernhard Hoetger auf dem Weyerberg | 25082636 | Weitere Bilder |
| Weyerberg 53° 13′ 10″ N, 8° 55′ 11″ O                      | Findorffdenkmal           | Steile Steinpyramide als Denkmal für den Moorkolonisator Jürgen Christian Findorff (1720-1792). Aufgestellt 1799. | 25082621 |                |
| Weyerdeelen 1 53° 14′ 3″ N, 8° 55′ 35″ O                   | Wohn-/ Wirtschaftsgebäude | Wohn- und Wirtschaftsgebäude Weyerdeelen 1, Zweiständerbau in Fachwerk mit Backsteinausfachung, mit Krüppelwalmdach in Reetdeckung. Errichtet Ende des 18. Jh. | 25082294 | BW             |
| Worpheimer Straße 19 53° 11′ 42″ N, 8° 54′ 1″ O            | Wohn-/ Wirtschaftsgebäude | Wohn- und Wirtschaftsgebäude Worpheimer Straße 19, Zweiständer-Hallenhaus von um 1850 in Fachwerk mit Krüppelwalmdach in Reetdeckung | 25081226 | BW             |

### Ehemalige Baudenkmale
| Lage                                     | Bezeichnung | Beschreibung | ID       | Bild |
| ---------------------------------------- | ----------- | --- | -------- | ---- |
| Bergstraße 8 53° 13′ 17″ N, 8° 55′ 42″ O | Wohnhaus    | Zweigeschossiges verputztes Gebäude unter einem Satteldach. 1996 wurde das Gebäude wegen der Veränderungen aus dem Denkmalverzeichnis gestrichen. | 25083899 | BW   |

## Neu Sankt Jürgen
| Lage                                      | Bezeichnung               | Beschreibung | ID       | Bild |
| ----------------------------------------- | ------------------------- | --- | -------- | ---- |
| Dorfstraße 28 53° 15′ 15″ N, 8° 59′ 56″ O | Wohn-/ Wirtschaftsgebäude | Wohn- und Wirtschaftsgebäude Dorfstraße 28, Zweiständer-Hallenhaus von 1852 (i), 1921 (i) erneuert in Fachwerk mit Krüppelwalmdach in Ziegeldeckung | 25084499 | BW   |

## Hüttenbusch

### Gruppe: Hüttenbuscher Straße 1
Die Gruppe hat die ID 25077570. Hofanlage mit Wohn-/ Wirtschaftsgebäude, Scheune und Stall, gruppiert um gepflasterten Hof. Gebäudebestand des 19. Jh.

| Lage                                               | Bezeichnung               | Beschreibung | ID       | Bild |
| -------------------------------------------------- | ------------------------- | --- | -------- | ---- |
| Hüttenbuscher Straße 1 53° 15′ 49″ N, 8° 57′ 10″ O | Wohn-/ Wirtschaftsgebäude | Hofanlage Hüttenbuscher Straße 1, Zweiständer-Hallenhaus aus der ersten Hälfte 19. Jh. in Fachwerk mit Krüppelwalmdach in (evtl.) Reetdeckung | 25081888 | BW   |
| Hüttenbuscher Straße 1 53° 15′ 48″ N, 8° 57′ 12″ O | Scheune                   | Langgestreckter Fachwerkbau an der Südseite des Hofes, mit Walmdach in Ziegeldeckung, errichtet erste Hälfte 19. Jh.                          | 25083156 | BW   |
| Hüttenbuscher Straße 1 53° 15′ 49″ N, 8° 57′ 10″ O | Stall                     | Kleiner Fachwerkbau mit Backsteinausfachung, Satteldach in Ziegeldeckung, errichtet Ende 19. Jh.                                              | 25084485 | BW   |

### Einzelbaudenkmale
| Lage                                             | Bezeichnung               | Beschreibung | ID       | Bild |
| ------------------------------------------------ | ------------------------- | --- | -------- | ---- |
| Fünfhausen 28 53° 16′ 43″ N, 8° 59′ 1″ O         | Wohn-/ Wirtschaftsgebäude | Wohn- und Wirtschaftsgebäude Fünfhausen 28, Zweiständer-Hallenhaus von 1723 in Fachwerk mit Krüppelwalmdach in Reetdeckung                                  | 25083286 | BW   |
| Heudorfer Straße 2 53° 17′ 8″ N, 8° 59′ 53″ O    | Wohn-/ Wirtschaftsgebäude | Wohn- und Wirtschaftsgebäude Heudorfer Straße 2, Zweiständer-Hallenhaus von 1799 in Fachwerk mit Krüppelwalmdach in Reetdeckung, 1854 saniert               | 25083303 | BW   |
| Heudorfer Straße 6 53° 17′ 16″ N, 8° 59′ 40″ O   | Wohn-/ Wirtschaftsgebäude | Wohn- und Wirtschaftsgebäude Heudorfer Straße 6, Zweiständer-Hallenhaus vom Ende des 18. Jh. in Fachwerk mit Backsteinausfachung, Reetdach und Krüppelwalm, | 25081872 | BW   |
| Ostersoder Straße 1b 53° 18′ 41″ N, 8° 57′ 45″ O | Windmühle                 | Oktogonaler Galerieholländer von 1852 aus Backsteinsockeln und reetgedecktem Aufsatz                                                                        | 25081872 |      |

## Schussdorf
| Lage                                              | Bezeichnung             | Beschreibung                                                                             | ID       | Bild           |
| ------------------------------------------------- | ----------------------- | ---------------------------------------------------------------------------------------- | -------- | -------------- |
| Schlußdorfer Straße 22 53° 14′ 8″ N, 8° 58′ 22″ O | Torfschiffswerft–Museum | Das Museum wurde 1977 eröffnet. Hier befand sich ab 1850 eine Werft für Halbhuntschiffe. | 25078818 | Weitere Bilder |

## Waakhausen

### Gruppe: Viehländer Straße 10
Die Gruppe hat die ID 25077613. Hofanlage, bestehend aus Wohn-/ Wirtschaftsgebäude vom Anfang und einer firstparallel hierzu errichteten Scheune vom Ende 19. Jh.

| Lage                                             | Bezeichnung               | Beschreibung | ID       | Bild |
| ------------------------------------------------ | ------------------------- | --- | -------- | ---- |
| Viehländer Straße 10 53° 11′ 43″ N, 8° 50′ 21″ O | Wohn-/ Wirtschaftsgebäude | Hofanlage Viehländer Straße 10, großer Vierständerbau in Fachwerk mit Krüppelwalmdach in Ziegeldeckung. Errichtet Anfang des 19. Jh., 1927 renoviert. | 25084162 | BW   |
| Viehländer Straße 10 53° 11′ 44″ N, 8° 50′ 20″ O | Scheune                   | Vertikal verbretterter Gefügebau unter Satteldach in Ziegeldeckung; errichtet Ende des 19. Jahrhunderts.                                              | 25078078 | BW   |

## Überhamm

### Gruppe: Zu den Höfen 7
Die Gruppe hat die ID 25077690. Hofanlage mit einem Wohn-/Wirtschaftsgebäude und einer firstparallel hierzu errichteten Scheune; beide in Fachwerk mit Backsteinausfachung von 1852.

| Lage                                       | Bezeichnung               | Beschreibung                                                                                          | ID       | Bild |
| ------------------------------------------ | ------------------------- | --- | -------- | ---- |
| Zu den Höfen 7 53° 14′ 46″ N, 8° 56′ 27″ O | Wohn-/ Wirtschaftsgebäude | Hofanlage Zu den Höfen 7, Zweiständer-Hallenhaus von 1852 in Fachwerk mit Krüppelmdach in Reetdeckung | 25084097 | BW   |
| Zu den Höfen 7 53° 14′ 46″ N, 8° 56′ 25″ O | Scheune                   | Fachwerkbau wohl von 1852 mit Backsteinausfachung und Walmdach in Ziegeldeckung                       | 25084114 | BW   |